# Leo Port

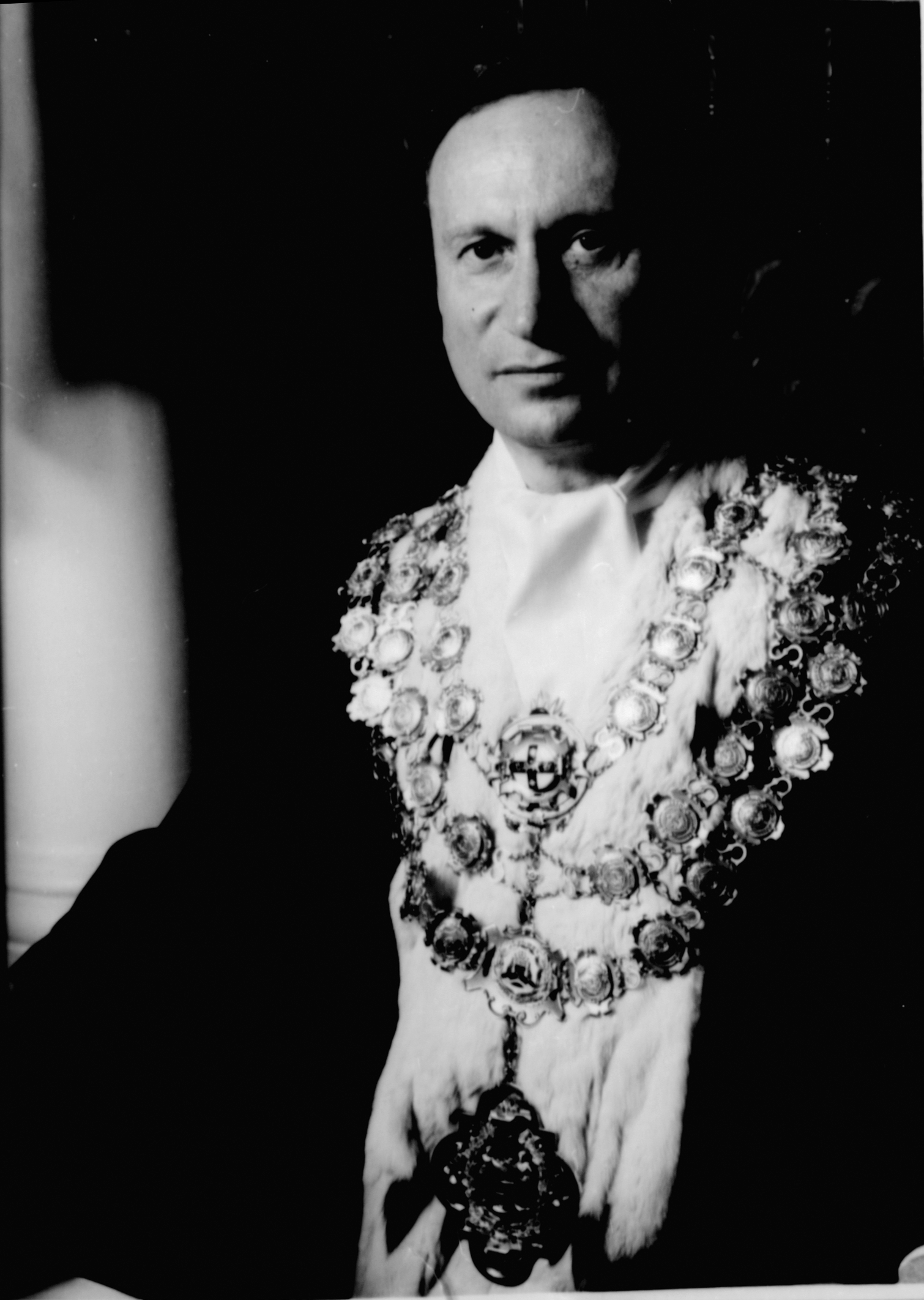
Im Ornat des Lord Mayor

Leo Weiser Port, MBE (geboren als Leo Weiser Rapaport 7. September 1922 in Krakau, Polen; gestorben 26. August 1978 in Sydney) war ein polnisch-australischer Ingenieur und Politiker. Er wurde 1975 zum Lord Mayor von Sydney gewählt.

## Leben
Leo Weiser Rapaport war ein Sohn des Industriechemikers Alan Aron Rapaport (1895–1970) und der Leah Amsterdamer (1897–1962), er hatte einen älteren Bruder. Die Familie zog 1926 nach Berlin. Dort besuchte er ab 1933 das orthodoxe Adass Jisroel-Realgymnasium und engagierte sich in der zionistischen Jugendorganisation Habonim Dror. Auf Grund der deutschen Judenverfolgung emigrierte die Familie im März 1939 nach Australien. 
Leo Port studierte von 1942 bis 1946 Ingenieurwissenschaften an der Universität Sydney und arbeitete nach seinem Bachelor-Abschluss als Beratender Ingenieur, er wurde Mitglied verschiedener Ingenieurgesellschaften. Port hielt ein Patent zur Steuerung von Aufzügen, das mit der seinerzeitigen Leistungsfähigkeit elektronischer Steuerungen noch nicht realisierbar war. Port heiratete 1950 die aus Berlin stammende Edith Lucas, sie hatten drei Kinder. Sie erhielten 1954 die australische Staatsbürgerschaft. 
Port beteiligte sich am Gemeindeleben der Jüdischen Gemeinde von New South Wales und engagierte sich in der bürgerlichen Partei Civic Reform Association. Im Jahr 1969 wurde er in den Stadtrat von Sydney gewählt und wurde 1974 stellvertretender Bürgermeister und 1975 Oberbürgermeister der Stadt. Port wurde 1974 als Member of the Order of the British Empire ausgezeichnet. Er starb im Amt an einem Herzinfarkt.  